# Keulsekade
De Keulsekade is een straat in de Nederlandse stad Utrecht, die loopt vanaf iets voorbij de Adikade naar de Havenweg. Zijstraten van de Keulsekade zijn de Fregatstraat, Vleutensevaart, Spinozaplantsoen, Makassarstraat, Groeneweg, Ambonstraat, Salawatihof, Billitonkade en Adikade. Parallel aan de Keulsekade ligt het Merwedekanaal met op de andere oever de Kanaalweg die via de Spinozabrug of de Muntsluisbrug is te bereiken. De Keulsekade is ongeveer 1.7 kilometer lang en gaat in het noorden over in de Havenweg ter hoogte van de Werkspoorhavenbrug. Naast bebouwing zoals woonhuizen bevinden zich aan de Keulsekade ook enkele woonboten.

## Geschiedenis
Hoewel de naam van de straat verwijst naar de Keulse Vaart, de vaarweg tussen Amsterdam en de Lek die later deels deel ging uitmaken van het Merwedekanaal, lag deze echter oostelijker: de Vaartsche Rijn maakte er deel van uit.
Aan de Keulsekade is tegenwoordig het bedrijf Douwe Egberts gevestigd, dat in 1929 verhuisde van de Catharijnekade hiernaartoe. Ook bevinden zich aan de Keulsekade de Muntsluisbrug (dit is een rijksmonument) en de Industriehavenbrug (een gemeentelijk monument).

## Trivia
- Ooit bevond zich aan de Keulsekade 189 een deel van het Provinciaal en Gemeentelijk Utrechts Stroomleveringsbedrijf (PEGUS). Het directie- en administratiegebouw ervan is nu een gemeentelijk monument.[5]

## Fotogalerij

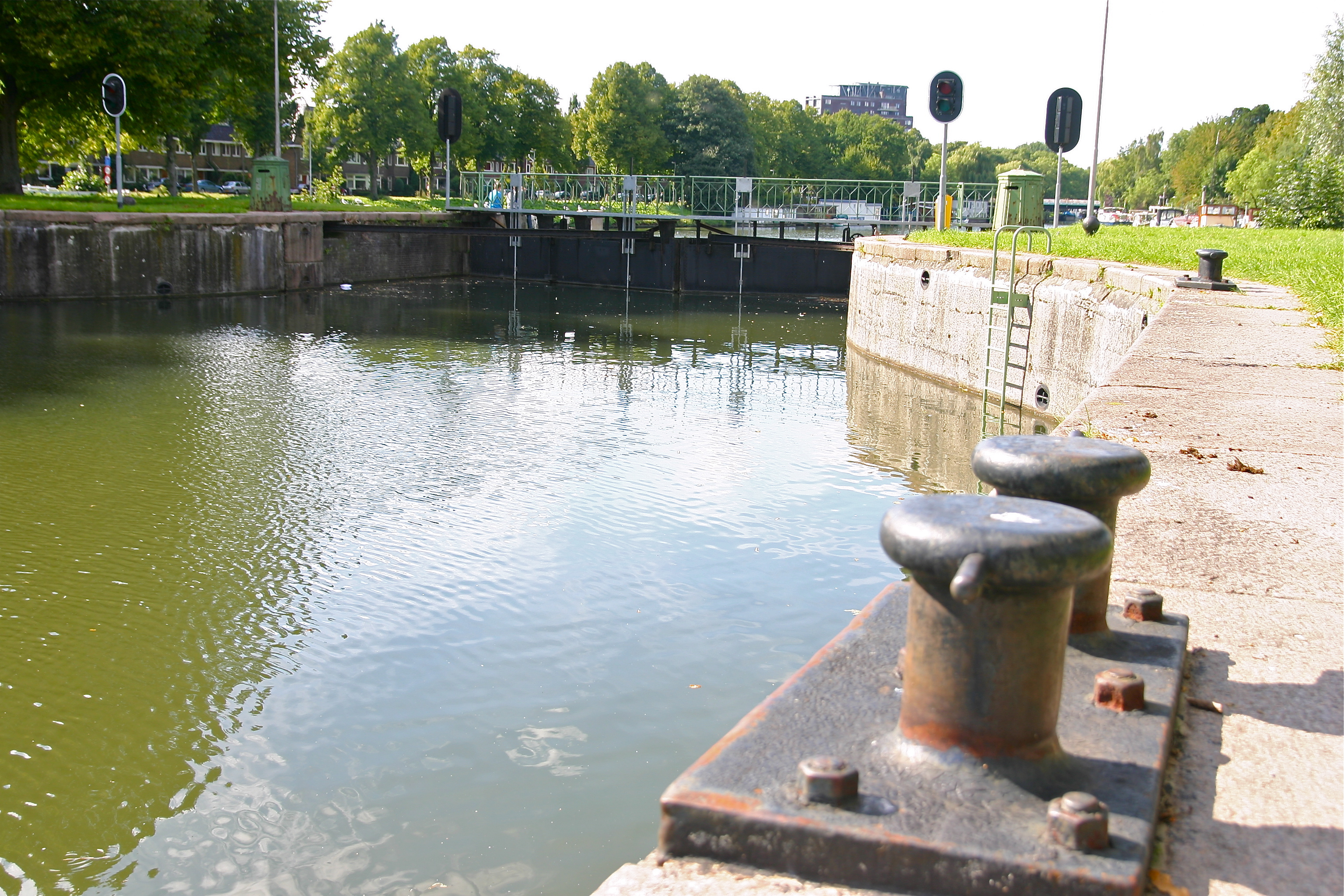
Keulsekade met de Muntsluisbrug (rijksmonument)
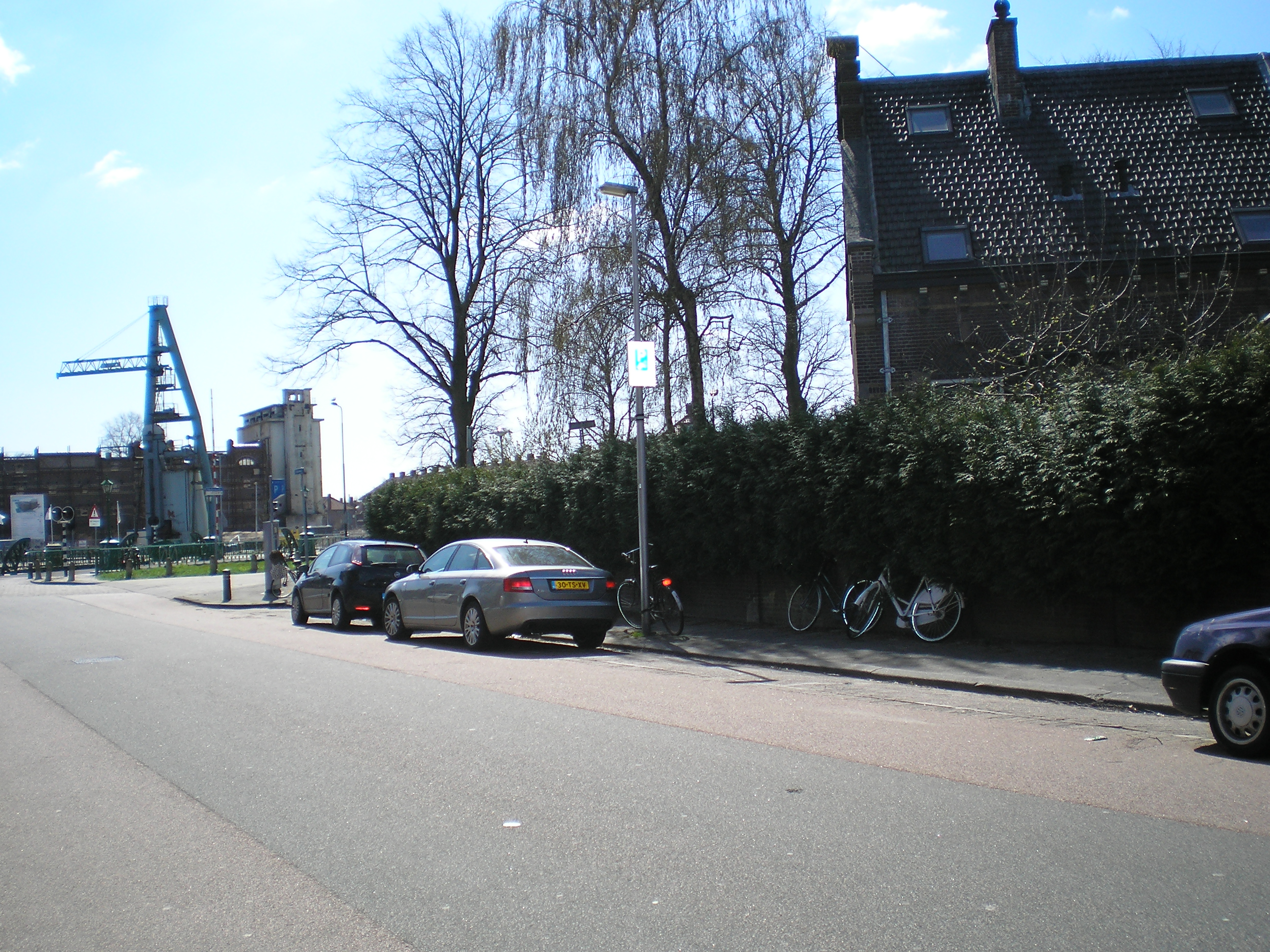
Muntsluisbrug aan het eind van de Groeneweg aan de Keulsekade
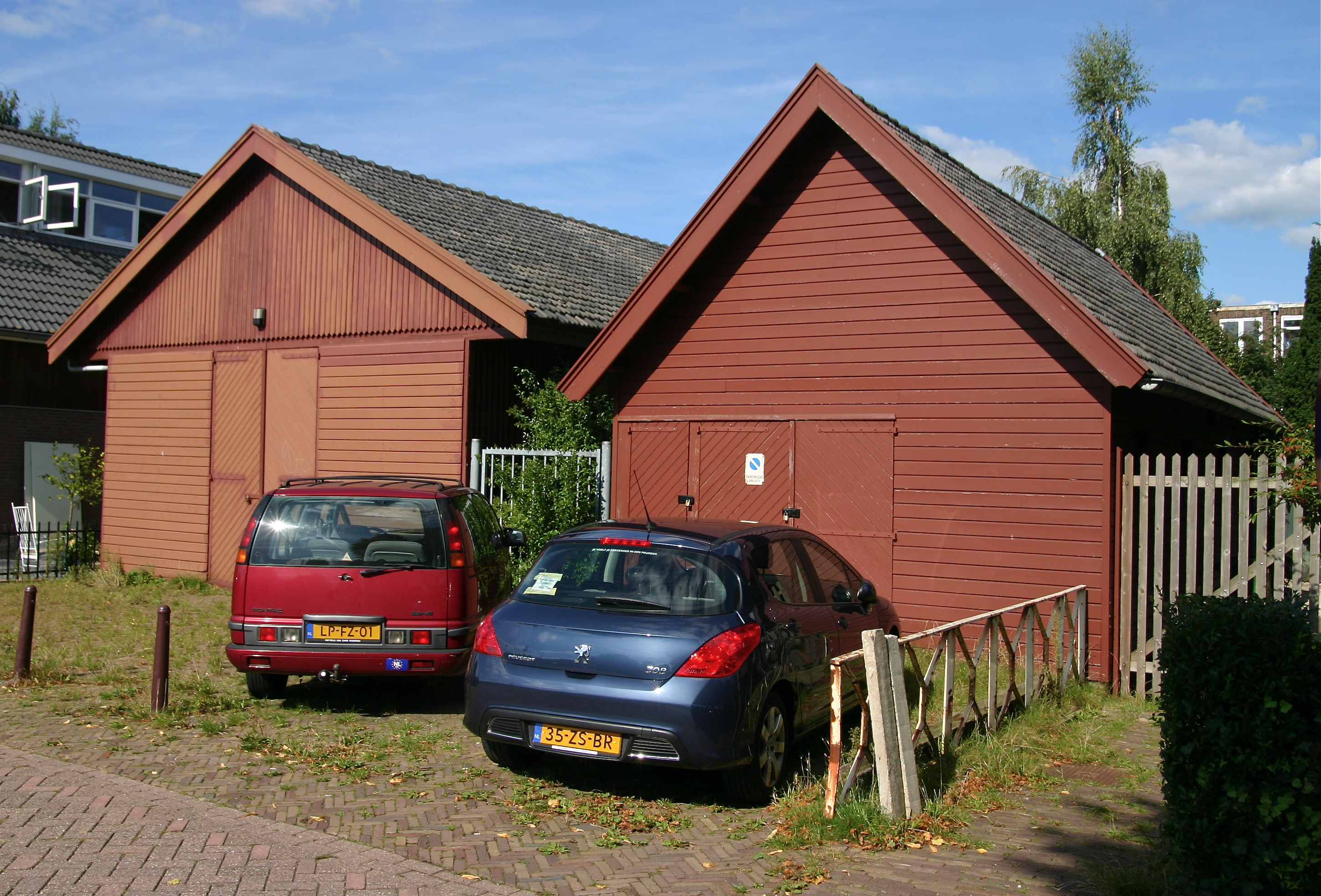
Keulsekade 34 (rijksmonument)
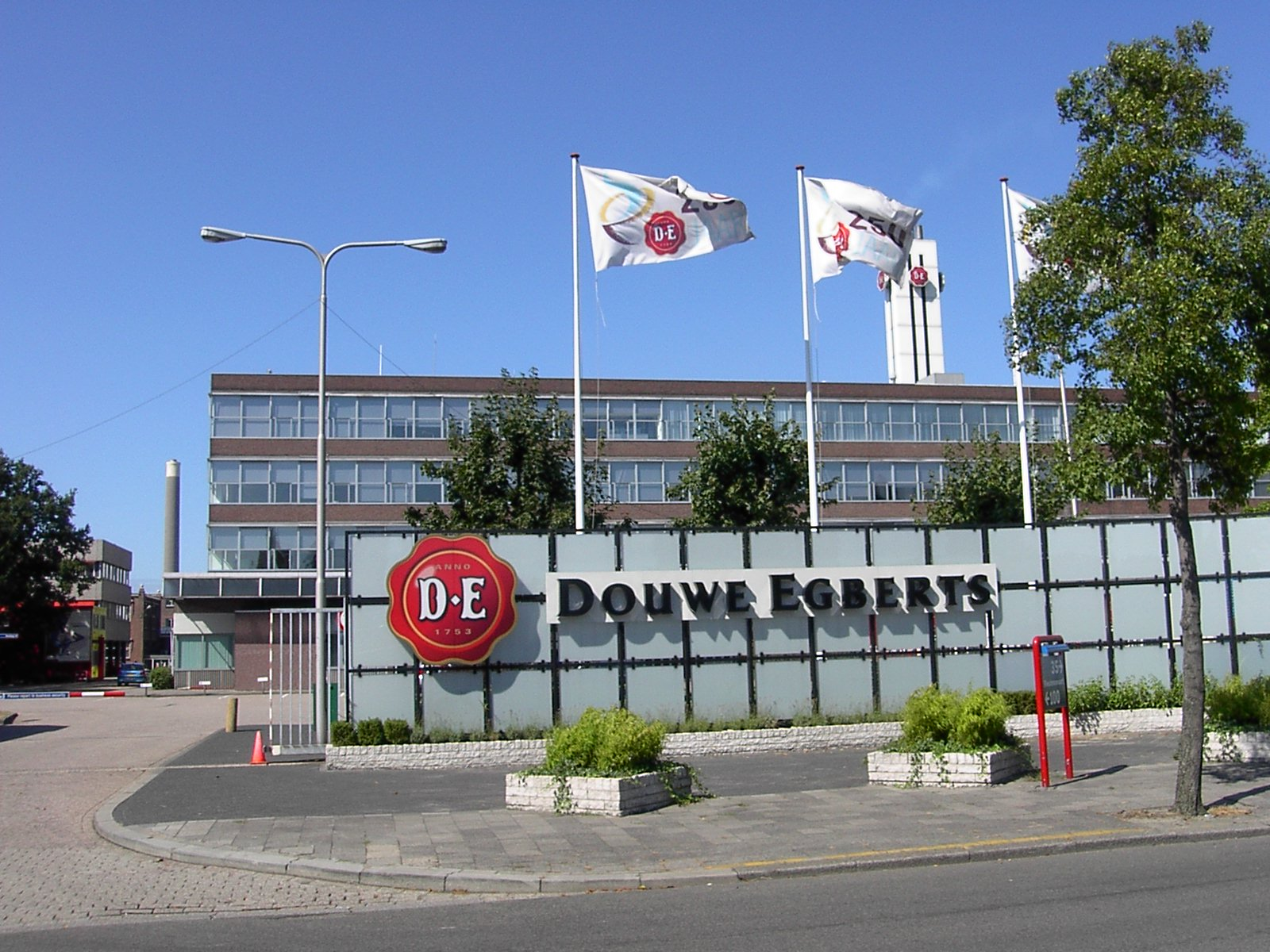
Douwe Egberts-fabriek aan de Keulsekade 143 (nu Jacobs Douwe Egberts)
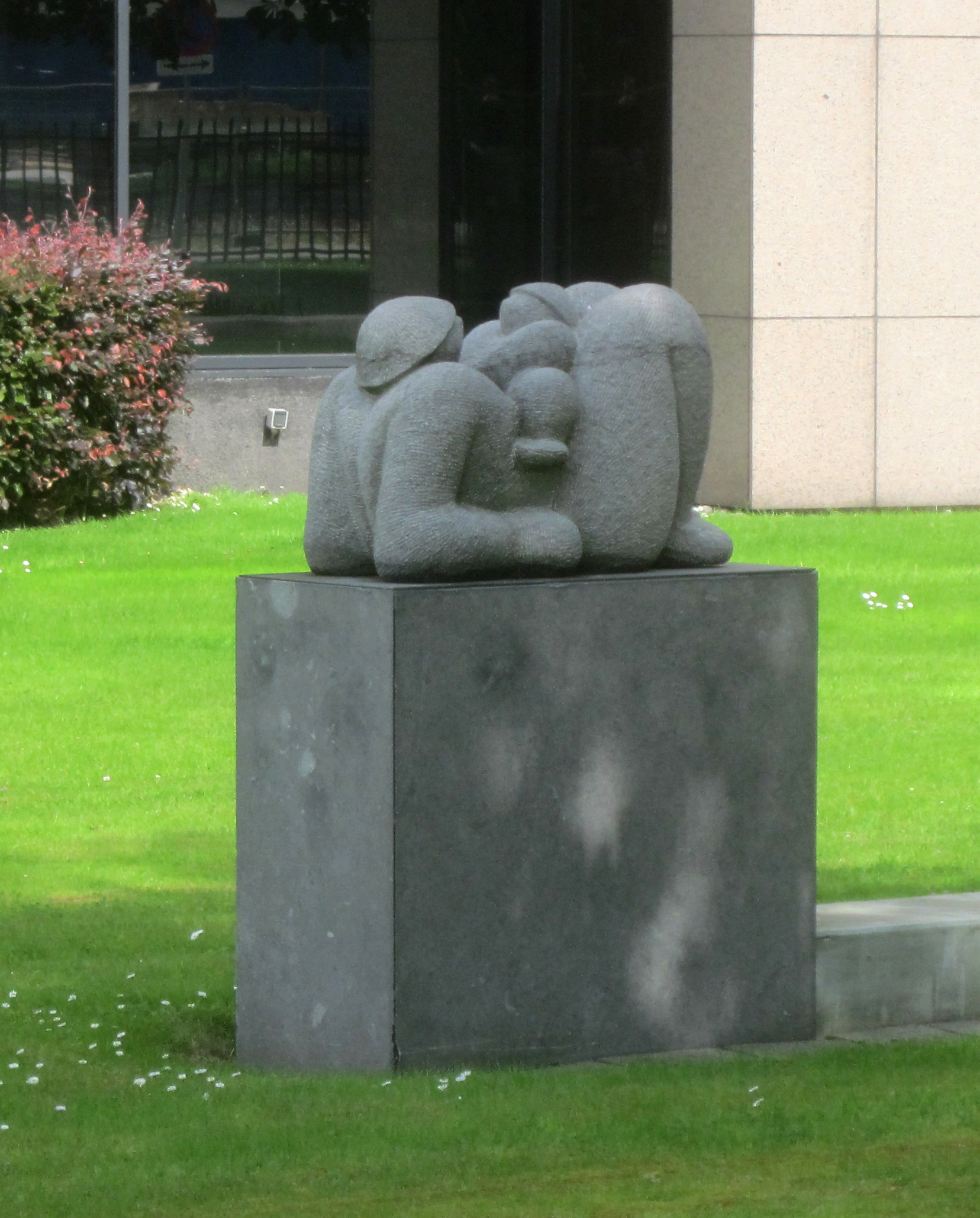
Sculptuur Douwe Egberts kantoor aan de Keulsekade 143
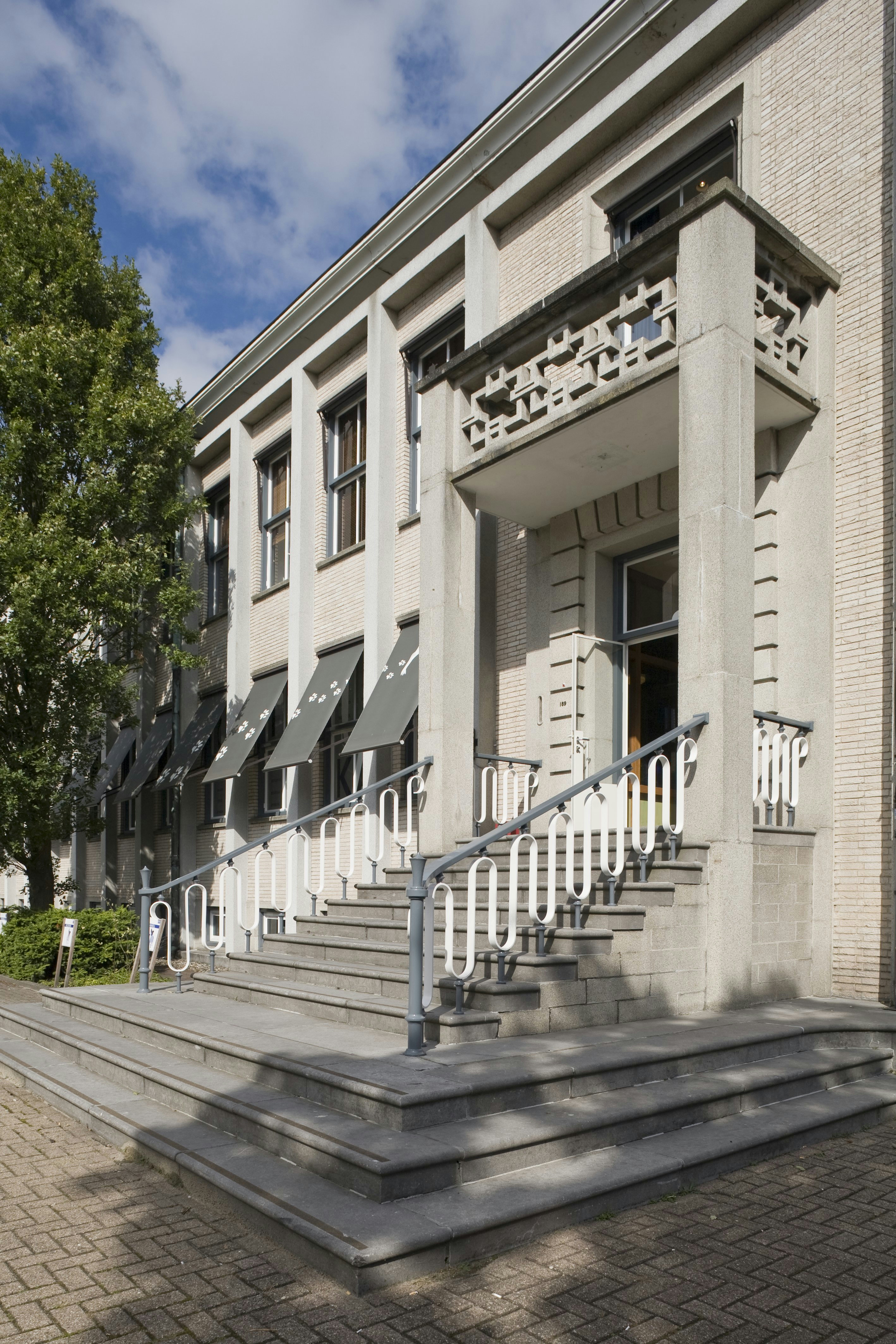
Het voormalige kantoor van het Provinciaal en Gemeentelijk Utrechts Stroomleveringsbedrijf aan de Keulsekade 189 (gemeentelijk monument)